# アルカディ・フィリペンコ
アルカディ・ドミートリエヴィチ・フィリペンコ（ウクライナ語: Аркадій Дмитриевич Филипенко；ラテン文字転写:Arkady Dmitrievich Filippenko, 1912年1月8日 - 1983年8月24日）は、ソビエト連邦時代のウクライナで活動した作曲家。

## 概要
1912年、キエフに生まれた。就学前には、羊飼いであった祖父から羊飼いに使用する笛を習った。これがフィリペンコが最初に習った楽器となった。小学校に入学してからは、ギター、マンドリン、バラライカなどを習ったほか、学校のオーケストラにも所属した。
1926年にフィリペンコは職業学校へ進学。河川輸送のコースを修了し、造船会社に入社した。そのかたわらで、アマチュア演劇の演出家としても活動し、自身も劇に出演した。その時に地方の音楽学校を経営していた作曲家であるイリヤ・ヴィレンスキーと知り合い、フィリペンコはヴィレンスキーの勧めでその音楽学校に入学。そこでピアノや音楽理論、作曲などを学んだ。しかしその間も造船会社での仕事は続けていた。
のちにフィリペンコは、ヴィレンスキーの紹介によってリセンコ音楽学校（キエフ音楽院のさきがけとなった学校）に進学。当初夜間課程に入学したが、のちに全日制コースの受講を許可された。フィリペンコはそこでレフコ・レヴツキーやヴィクトル・コセンコ、ボリス・リャトシンスキーなどに師事した。1938年に同校を卒業。卒業後、すぐに兵役にとられ、第二次世界大戦中は軍のオーケストラに所属した。
第二次世界大戦後
終戦後フィリペンコはキエフに戻り、作曲家として活動。1948年、弦楽四重奏曲第2番がソビエト連邦国家賞を受賞。また、ウクライナ作曲家同盟の結成にも関与し、1950年代にはその事務総長や副代表も務めた。
フィリペンコはほぼ全てのジャンルの楽曲を作曲し、数曲の交響曲と1作のオペラ、3曲の弦楽四重奏曲を含む室内楽曲、それに約500曲の歌曲を作曲した。またソビエト連邦では映画音楽の作曲家としてよく知られていた。